# Variété symplectique
En mathématiques, une variété symplectique est une variété différentielle munie d'une forme différentielle de degré 2 fermée et non dégénérée, appelée forme symplectique. L'étude des variétés symplectiques relève de la géométrie symplectique. Les variétés symplectiques apparaissent dans les reformulations analytiques abstraites de la mécanique classique utilisant la notion de fibré cotangent d'une variété, notamment dans la reformulation hamiltonnienne, où les configurations d'un système forment une variété dont le fibré cotangent décrit l'espace des phases du système.
Toute fonction à valeurs réelles sur une variété symplectique définit un champ de vecteurs hamiltonien, dont les courbes intégrales sont solutions des équations de Hamilton-Jacobi. Le champ de vecteurs hamiltonien décrit un difféomorphisme hamiltonien sur la variété symplectique. Par le théorème de Liouville, ce flot hamiltonien préserve la forme volume.

## Historique
La notion de variété symplectique, et donc de géométrie symplectique, reviendrait à  Jean-Marie Souriau en 1953,,.
Suivant Souriau, la forme symplectique s'appellerait historiquement la forme de Lagrange, ou encore les crochets de Lagrange.
Plus précisément, le crochet de Poisson de deux fonctions définies sur l'espace des phases peut s'écrire comme {\displaystyle \{f_{1},f_{2}\}=\sum _{i,j}\sigma ^{ij}(\partial _{i}f_{1})(\partial _{j}f_{2})} où {\displaystyle \sigma ^{ij}} est le tenseur contravariant de Poisson.
Son tenseur inverse est le tenseur covariant de Lagrange, ce qui correspond aux composantes du crochet de Lagrange (i.e. aux composantes de la forme symplectique).

## Définition
Soit {\displaystyle M}, une variété différentielle de dimension finie. Une forme symplectique sur {\displaystyle M} est une 2-forme différentielle {\displaystyle \omega \in \Omega ^{2}(M)} qui est fermée (i.e. {\displaystyle \mathrm {d} \omega =0}) et non dégénérée (i.e. si {\displaystyle v\in TM} est non nul, alors {\displaystyle \omega (v,\cdot )} est non nul). Une variété symplectique {\displaystyle (M,\omega )} est une variété différentielle {\displaystyle M} munie d'une forme symplectique {\displaystyle \omega }.
Proposition : Toute variété symplectique est de dimension réelle paire.
Fibre par fibre, la forme symplectique {\displaystyle \omega } d'une variété symplectique {\displaystyle (M,\omega )} induit une application linéaire bémol :
{\displaystyle \flat :T_{x}M\to T_{x}^{*}M;v\mapsto v^{\flat }:=\omega _{x}(v,\cdot )}
La propriété de non dégénérescence des formes symplectiques est équivalente à ce que cette dernière application linéaire soit injective. En dimension finie, puisque les fibres du tangent {\displaystyle TM} ont la même dimension que celles du cotangent {\displaystyle T^{*}M}, l'application bémol est non seulement injective mais surjective, ce qui en fait un isomorphisme musical symplectique dont l'inverse est l'isomorphisme musical dièse symplectique
{\displaystyle \sharp :T_{x}^{*}M\to T_{x}M;\alpha \mapsto \alpha ^{\sharp }}
Remarque : il est aussi possible de définir la notion de variété symplectique de dimension infinie (e.g. les espaces de connexions sur une surface lisse fermée orientée). Il faut toutefois distinguer les formes symplectiques faibles (i.e. celles où {\displaystyle \flat } est injective) de celles fortes (i.e. celles où {\displaystyle \flat } est un isomorphisme).

## Le théorème de Darboux
Tout comme il y a un espace vectoriel symplectique standard {\displaystyle (\mathbb {R} ^{2n},\omega )}, il y a une variété symplectique standard, aussi dénoté {\displaystyle (\mathbb {R} ^{2n},\omega )}. Soit {\displaystyle \{e_{i},f_{i}\}_{i=1,...,n}} la base canonique de {\displaystyle \mathbb {R} ^{2n}}. Il lui correspond une base duale canonique {\displaystyle \{e_{i}^{*},f_{i}^{*}\}_{i=1,...,n}} définie par les relations
{\displaystyle e_{i}^{*}(e_{j})=\delta _{i,j}\quad e_{i}^{*}(f_{j})=0\quad f_{i}^{*}(e_{j})=0\quad f_{i}^{*}(f_{j})=\delta _{i,j}}
Cette base duale canonique induit un système de coordonnées (globales) tout aussi canonique {\displaystyle \{x_{i},y_{i}\}_{i=1,...,n}} définie en chaque {\displaystyle x\in \mathbb {R} ^{2n}} par :
{\displaystyle x_{i}(x):=e_{i}^{*}(x)}
{\displaystyle y_{i}(x):=f_{i}^{*}(x)}
La forme symplectique canonique {\displaystyle \omega } sur {\displaystyle \mathbb {R} ^{2n}} s'écrit alors explicitement et globalement comme :
{\displaystyle \omega =\sum _{i=1}^{n}\mathrm {d} x_{i}\wedge \mathrm {d} y_{i}}
Le théorème de Darboux montre que tout point {\displaystyle x\in M} d'une variété symplectique {\displaystyle (M,\omega )} admet un voisinage ouvert {\displaystyle U} muni d'un système de coordonnées locales {\displaystyle \{x_{i},y_{i}\}_{i=1,...,n}} tel que
{\displaystyle \omega |_{U}=\sum _{i=1}^{n}\mathrm {d} x_{i}\wedge \mathrm {d} y_{i}}
Deux preuves différentes du théorème de Darboux se retrouvent en  et en .
Le théorème de Darboux implique que, contrairement à la géométrie riemannienne où la courbure d'une métrique riemannienne {\displaystyle g} est un invariant local, il n'y a pas d'invariant local en géométrie symplectique.

## Fibrés cotangents
Un autre exemple typique de variété symplectique est le fibré cotangent d'une variété différentiable. Soit {\displaystyle Q} une variété différentiable. Soit {\displaystyle \pi :T^{*}Q\to Q} son fibré cotangent. Il existe une 1-forme différentielle {\displaystyle \lambda }, dite 1-forme canonique de Liouville, sur {\displaystyle T^{*}Q} définie en tout point {\displaystyle p\in T^{*}Q} et sur tout vecteur {\displaystyle v\in T_{p}(T^{*}Q)} par :
{\displaystyle \lambda |_{p}(v):=p(\pi _{*}v)}
La différentielle extérieure {\displaystyle \omega :=\mathrm {d} \lambda } est une forme symplectique, dite forme symplectique canonique, sur {\displaystyle M:=T^{*}Q}. En particulier, un système de coordonnées locales {\displaystyle \{x^{i}\}_{i=1,...,n}} sur un ouvert {\displaystyle U} de {\displaystyle Q} induit un système de coordonnées locales {\displaystyle \{p_{i},q^{i}\}_{i=1,...,n}} sur {\displaystyle \pi ^{-1}(U)} défini en tout point {\displaystyle p\in \pi ^{-1}(U)} par :
{\displaystyle p_{i}(p):=p\left({\frac {\partial }{\partial x^{i}}}\right)}
{\displaystyle q^{i}(p):=x^{i}(\pi (p))}
Il est alors possible de démontrer que
{\displaystyle \omega |_{\pi ^{-1}(U)}=\sum _{i=1}^{n}\mathrm {d} p_{i}\wedge \mathrm {d} q^{i}}
Ainsi, localement, la forme symplectique canonique sur un fibré cotangent s'écrit de manière naturelle en coordonnées de Darboux.
Remarques : En physique, la variété {\displaystyle Q} joue le rôle d'espace de configuration et son cotangent {\displaystyle M=T^{*}Q} celui d'espace des phases.

## Forme volume
Plus haut il a été démontré que tout variété symplectique {\displaystyle (M,\omega )} est de dimension paire {\displaystyle 2n}. En considérant {\displaystyle n} fois le produit extérieur de la 2-forme symplectique {\displaystyle \omega }, la variété {\displaystyle M} est alors munie d'une {\displaystyle 2n}-forme différentielle {\displaystyle \omega ^{\wedge n}}. Il est alors possible de démontrer, soit en utilisant la définition de {\displaystyle \omega } soit en utilisant le théorème de Darboux, que cette dernière {\displaystyle 2n}-forme différentielle {\displaystyle \omega ^{\wedge n}} est une forme volume sur {\displaystyle M}. Ce faisant, toute variété symplectique est canoniquement orientée et reçoit une mesure canonique {\displaystyle \omega ^{\wedge n}/n!} appelée mesure de Liouville.
Remarque : la mesure de Liouville est utilisée :
- en mécanique statistique, à fonction multiplicative près, en tant que mesure de probabilité ;
- en préquantification géométrique pour définir un espace de Hilbert.

## Champ vectoriel hamiltonien et flot hamiltonien
Soit {\displaystyle (M,\omega )} une variété symplectique. Soit {\displaystyle H\in {\mathcal {C}}^{\infty }(M;\mathbb {R} )} une fonction lisse (qu'on nommera hamiltonien). À {\displaystyle H} est associé un champ vectoriel hamiltonien {\displaystyle X_{H}\in {\mathfrak {X}}(M)} défini implicitement par :
{\displaystyle \omega (X_{H},\cdot )=-\mathrm {d} H}
ou encore, en termes de musicalité dièse symplectique, par :
{\displaystyle X_{H}:=-\left(\mathrm {d} H\right)^{\sharp }}
Si {\displaystyle X_{H}} est un champ vectoriel complet, il lui est associé un groupe à 1-paramètre de difféomorphismes {\displaystyle \phi _{H}^{t}}, i.e. un homomorphisme de groupes {\displaystyle \phi _{H}:(\mathbb {R} ,+)\to \mathrm {Diff} (M)}, nommé flot hamiltonien de {\displaystyle H}.
Remarques :
- il est aussi possible de définir le champ vectoriel hamiltonien et le flot hamiltonien d'un hamiltonien {\displaystyle H\in {\mathcal {C}}^{\infty }(M\times \mathbb {R} )} non autonome (i.e. qui dépend du temps) ;
- par le théorème de Liouville, la forme volume est préservée par le flot hamiltonien. Mais ce n'est pas tout ! Le flot hamiltonien préserve non seulement la forme volume symplectique {\displaystyle \omega ^{\wedge n}} mais aussi la forme symplectique {\displaystyle \omega }. Le flot hamiltonien agit donc sur {\displaystyle (M,\omega )} par symplectomorphismes.
- La définition ci-haut du champ vectoriel hamiltonien nous permet de définir le crochet de Poisson de deux observables classiques {\displaystyle f,g\in {\mathcal {C}}^{\infty }(M;\mathbb {R} )} comme[12] :

{\displaystyle \{f,g\}:=X_{f}(g)}
On obtient alors une relation entre le crochet de Poisson de deux observables classiques et la forme symplectique :
{\displaystyle \{f,g\}=\omega (X_{f},X_{g})}
Cette équation est équivalente, à signe près, avec le fait que le crochet de Lagrange est le tenseur inverse du crochet de Poisson.
En utilisant la fermeture de la forme symplectique, un calcul direct montre que le crochet de Poisson satisfait l'identité de Jacobi :
{\displaystyle 0=\{f,\{g,h\}\}+\{h,\{f,g\}\}+\{g,\{h,f\}\}}
En utilisant l'identité de Jacobi du crochet de Poisson, on obtient une relation entre le crochet de Lie de champs vectoriels hamiltoniens et la forme symplectique :
{\displaystyle X_{\{f,g\}}=[X_{f},X_{g}]}
Autrement dit, le crochet de Poisson de l'algèbre de Poisson des fonctions lisses sur une variété symplectique concorde avec le crochet de Lie de champs vectoriels.
- En coordonnées locales de Darboux {\displaystyle (p_{i},q^{i})_{i=1,...,n}}, on a explicitement[13] :

{\displaystyle \omega =\sum _{i}dp_{i}\wedge dq^{i}}
{\displaystyle X_{f}=\sum _{i}{\frac {\partial f}{\partial p_{i}}}{\frac {\partial }{\partial q^{i}}}-{\frac {\partial f}{\partial q_{i}}}{\frac {\partial }{\partial p^{i}}}}
{\displaystyle \{f,g\}=\sum _{i}{\frac {\partial f}{\partial p_{i}}}{\frac {\partial g}{\partial q^{i}}}-{\frac {\partial f}{\partial q_{i}}}{\frac {\partial g}{\partial p^{i}}}}
{\displaystyle X_{p_{i}}={\frac {\partial }{\partial q^{i}}}}
{\displaystyle X_{q^{i}}=-{\frac {\partial }{\partial p_{i}}}}
{\displaystyle \{p_{i},q^{j}\}=\delta _{i}^{j}}

## Sous-variétés lagrangiennes et autres
Une sous-variété différentielle {\displaystyle N} d'une variété symplectique {\displaystyle (M,\omega )} est dit être une :
- sous-variété symplectique si chaque fibre {\displaystyle T_{x}N} est un sous-espace vectoriel symplectique de {\displaystyle (T_{x}M,\omega _{x})} ;
- sous-variété isotrope si chaque fibre {\displaystyle T_{x}N} est un sous-espace vectoriel isotrope de {\displaystyle (T_{x}M,\omega _{x})} ;
- sous-variété coïsotrope si chaque fibre {\displaystyle T_{x}N} est un sous-espace vectoriel coïsotrope de {\displaystyle (T_{x}M,\omega _{x})} ;
- sous-variété lagrangienne si chaque fibre {\displaystyle T_{x}N} est un sous-espace vectoriel lagrangien de {\displaystyle (T_{x}M,\omega _{x})}.

Une sous-variété lagrangienne {\displaystyle N} d'une variété symplectique {\displaystyle (M,\omega )} est toujours de dimension la moitié celle de {\displaystyle M}.

## Cas particuliers et généralisations
- Une variété symplectique munie d'un tenseur métrique compatible avec la forme symplectique est appelée variété kählérienne.
- Les variétés symplectiques sont des cas particuliers des variétés de Poisson.